# Werner Müller (Sportfunktionär, 1906)
Werner Müller (* 20. September 1906 in Köln; † 13. August 1996) war ein deutscher Manager und Sportfunktionär.

## Werdegang
Müller gehörte von 1966 an dem Vorstand der Warenhausgruppe Kaufhof AG an.
Von 1952 bis 1973 war er Zweiter Vorsitzender des Fußballvereins 1. FC Köln. Nach dem Tod von Präsident Franz Kremer im November 1967 übernahm er für neun Monate bis zur Wahl von Oskar Maaß dessen Amt. 
Er galt als erstklassiger Finanzfachmann und Berater, der den Spielern des Vereins Arbeitsplätze vermittelte.